# 마우솔로스
마우솔로스(고대 그리스어: Μαύσωλος / Μαύσσωλος, 라틴어: Mausolos / Maussolos, ? - 기원전 353년)는 카리아의 왕이다. 형식상으로는 사트라프(태수)로 페르시아 제국 아케메네스 왕조에 복속하고 있었지만, 사실상 독립 상태였다.

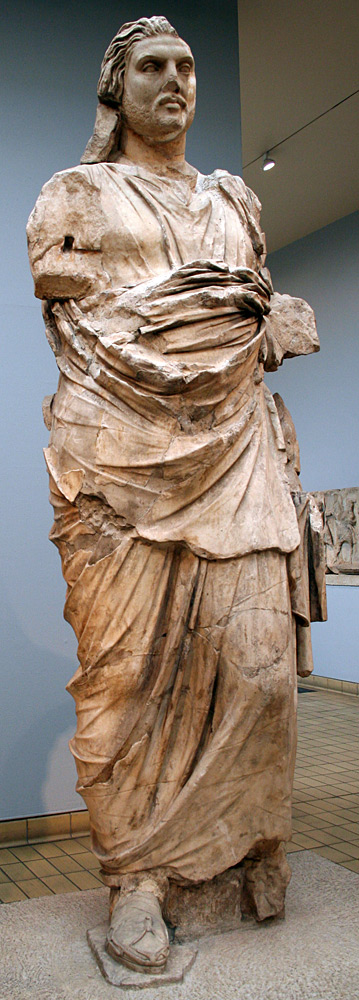
마우솔로스로 추정되는 헤카톰니드의 통치자의 상 (대영박물관)

## 생애
마우솔로스는 선대의 왕 헤카톰노스의 장남으로, 동생인 이드리에우스와 피크소다로스와 누이인 아르테미시아와 아다가 있다. 마우솔로스는 아르테미시아와, 이드리에우스는 아다와 근친 결혼을 했다. 디오도로스의 기록으로 계산한다면 마우솔로스가 왕위를 계승한 것은 기원전 377년이지만, 그의 이름이 처음으로 역사의 주 무대로 등장한 것은 기원전 362년이고, 그 때 마우솔로스는 소아시아에서 많은 태수가 페르시아 제국에 반기를 든 이른바 ‘사트라프 대반란’의 중심인물 중 하나였다.
그후, 마우솔로스는 이오니아에 적극적인 진출을 시도하였고, 밀레토스를 배신하려고한 시민을 돕기 위해 아이깁토스라는 인물을 파견하거나, 라토모스(밀레토스 근처의 도시)를 점령하기도 했다. 라토모스 점령시 마우솔로스는 재치있는 계략을 썼다. 그는 라토모스 사람을 호위병으로 고용하여 그들에게 눈길을 돌리게 하고 라토모스에 친절한 행동으로 방심시킨 후, 에베소의 헤로푸토스가 불온한 움직임을 보이고 있다며 푸게라(에베소 남쪽의 도시) 군을 불러오기 전에 라토모스에서 300명의 병사를 받았다. 마우솔로스가 그들을 포함한 군을 이끌고 라토모스 근처로 진군했을 때, 라토모스 모든 시민들이 행진을 구경하기 위해 도시에서 나왔다. 그리고 전날 밤부터 근처에 숨어 있던 마우솔로스의 별동대가 마을로 돌입하여 손쉽게 점령했다. 또한 마우솔로스는 아테네에 복속되었던 키오스, 비잔티움, 로도스를 선동해서 기원전 357년에 반란(동맹시 전쟁)을 일으킨 후, 키오스와 동맹을 맺고 반군을 지원했다. 그 결과 그 도시들은 아테네에서 독립을 하였고, 마우솔로스는 로도스를 속국으로 삼았다.
사망 원인은 밝혀지지 않았지만, 기원전 353년에 마우솔로스가 사망했다. 남편의 사후 아르테미시아가 통치권을 이어받았다가 그 다음은 이드리에우가 상속하였다. 마우솔로스의 아이가 언급되어 있지 않기 때문에 그에게 자녀는 존재하지 않았던 것으로 보인다. 아르테미시아는 죽은 남편을 위해 화려한 장례식을 했다. 그때 고인의 유덕을 기리는 추모 연설 대회를 개최하였고, 테오폰포스, 테오데크테스, 나우크라테스, 그리고 이소크라테스의 제자와 이소크라테스 등이 참석했다.
역사가 대 플리니우스는 마우솔로스의 사후에 아르테미시아가 스코파스, 티모테오스, 레오카레스, 브리악시스 등 4명의 유명한 그리스 조각가들을 고용하여 세계 7대 불가사의 중 하나로 꼽히는 할리카르나소스의 마우솔레움을 세웠다고 적고 있으나, 현대의 학자들은 할리카르나소스의 마우솔레움이 마우솔로스가 살아있던 기원전 360년대부터 지어졌을 것으로 추정하고 있다.:68